# World Athletics Indoor Tour
Il World Athletics Indoor Tour, fino al 2019 denominato IAAF World Indoor Tour, è una competizione annuale di atletica leggera organizzata World Athletics, che consiste in un calendario di meeting internazionali da svolgersi indoor nella stagione invernale.
La prima edizione si è tenuta nel 2016 e ha sostituito l'Indoor Permit Meetings. È stato progettato per creare un circuito in stile Diamond League per l'atletica leggera indoor per aumentarne il tasso tecnico.
Il tour è stato inizialmente annunciato come quattro meeting, tre in Europa e una negli Stati Uniti, che anticipavano i Mondiali indoor 2016. I vincitori del tour si qualificano direttamente ai campionati mondiali indoor, così come nella Diamond League.

## Struttura dei meeting
Le discipline che assegnano punti si alternano ogni anno tra quelle maschili e quelle femminili: nel 2016, ad esempio, le discipline maschili valide per il Tour erano i 60 m, 800 m, 3000 m, salto con l'asta, salto triplo e getto del peso, quelle femminili valide erano i 400 m, 1500 m, 60 m ostacoli, salto in alto e salto in lungo. Nel 2017 le discipline si sono invertite.
A decretare i vincitori è un sistema di punteggio a classifica, dove il primo riceve 10 punti, il secondo 7, il terzo 5 e infine il quarto ne riceve 3. In caso di record mondiale si assegnano 3 punti bonus all'atleta che lo ha stabilito. Solo i migliori tre risultati sono validi ai fini della classifica. Alla fine del Tour, il vincitore della specialità riceverà 10000$ di montepremi e la qualificazione al successivo campionato del mondo indoor come wild card.
Ogni meeting Gold offrirà almeno 7000$ di montepremi per ogni disciplina, mentre i Silver almeno 4000$ e i Bronze almeno 2500$.

## Edizioni

### Pre 2021
L'elenco delle edizioni, con i meeting in programma e il loro ordine di svolgimento.
| Nº | Anno | Birmingham | Boston | Düsseldorf | Glasgow | Karlsruhe | Liévin | Madrid | Stoccolma | Toruń |
| -- | ---- | ---------- | ------ | ---------- | ------- | --------- | ------ | ------ | --------- | ----- |
| 1  | 2016 | -          | 2      | -          | 4       | 1         | -      | -      | 3         | -     |
| 2  | 2017 | 5          | 1      | 2          | -       | 3         | -      | -      | -         | 4     |
| 3  | 2018 | -          | 4      | 2          | 6       | 1         | -      | 3      | -         | 5     |
| 4  | 2019 | 5          | 1      | 6          | -       | 2         | -      | 4      | -         | 3     |
| 5  | 2020 | -          | 1      | 3          | 5       | 2         | 6      | 7      | -         | 4     |

Dall'edizione del 2021 sono state introdotte le categorie Gold, Silver e Bronze, mentre dal 2022 anche la categoria Challenger.

### Indoor Tour Gold
| Nº | Anno | Banská Bystrica | Birmingham | Boston | Karlsruhe | Liévin | Madrid | New York | Toruń |
| -- | ---- | --------------- | ---------- | ------ | --------- | ------ | ------ | -------- | ----- |
| 6  | 2021 | 2               | -          | -      | 1         | 3      | 6      | 4        | 5     |
| 7  | 2022 | -               | 5          | -      | 2         | 4      | 7      | 1-3      | 6     |
| 8  | 2023 | -               | 7          | 2      | 1         | 5      | 6      | 4        | 3     |
| 9  | 2024 | -               | 6          | 2      | 1         | 4      | 7      | 5        | 3     |

### Indoor Tour Silver
| Nº | Anno | Astana | Aubière | Banská Bystrica | Belgrado | Berlino | Clermont-Ferrand | Düsseldorf | Fayetteville | Hustopeče | Iowa City | Łódź | Manchester | Metz | Mondeville | Nehvizdy | Ostrava | Parigi | Rouen | Spokane | Třinec | Val-de-Reuil |
| -- | ---- | ------ | ------- | --------------- | -------- | ------- | ---------------- | ---------- | ------------ | --------- | --------- | ---- | ---------- | ---- | ---------- | -------- | ------- | ------ | ----- | ------- | ------ | ------------ |
| 6  | 2021 | -      | 10      | -               | -        | 5       | -                | 3          | 1-2-8-9      | -         | -         | -    | -          | 6    | -          | -        | 4       | -      | 7     | -       | -      | -            |
| 7  | 2022 | -      | -       | 8               | 13       | 4       | 9                | 10         | -            | -         | -         | 5    | 1          | 6    | -          | 2        | 3       | 12     | 11    | -       | -      | 7            |
| 8  | 2023 | 2      | -       | 14              | 15       | 11      | 16               | 4          | -            | 7         | 1         | -    | -          | 13   | 10         | 5        | 6       | 12     | 17    | 3       | 9      | 8            |

### Indoor Tour Bronze
| Nº | Anno | Århus | Belgrado | Cottbus | Dortmund | Gand | Glasgow | Hustopeče | Jablonec nad Nisou | Kirchberg | Kladno | Lione | Łódź | Louisville | Manchester | Miramas | Mondeville | Nantes | Nehvizdy | New York | Osijek | Stoccolma | Tallinn | Tampere | Val-de-Reuil | Weinheim |
| -- | ---- | ----- | -------- | ------- | -------- | ---- | ------- | --------- | ------------------ | --------- | ------ | ----- | ---- | ---------- | ---------- | ------- | ---------- | ------ | -------- | -------- | ------ | --------- | ------- | ------- | ------------ | -------- |
| 6  | 2021 | -     | 8        | -       | 3        | 6    | -       | -         | -                  | 5         | -      | -     | 4    | -          | -          | -       | -          | -      | 1        | -        | -      | -         | 2       | -       | 7            | -        |
| 7  | 2022 | -     | -        | -       | 8        | -    | 4       | 5         | -                  | -         | 1      | -     | -    | 7          | -          | 2       | 6          | -      | -        | 3-9      | -      | -         | -       | -       | -            | -        |
| 8  | 2023 | 3     | -        | 4       | 16       | 13   | -       | -         | 1                  | 2         | 6      | 9     | 14   | -          | 7          | 12      | -          | 8      | -        | 5        | 17     | 10        | -       | 15      | -            | 11       |

### Indoor Tour Challenger
| Nº | Anno | Århus | Atene | Bratislava | Erfurt | Göteborg | Karlstad | Nordhausen | Reykjavík | Rochlitz | Roubaix | Sabadell | Ulsteinvik | Uppsala | Valencia |
| -- | ---- | ----- | ----- | ---------- | ------ | -------- | -------- | ---------- | --------- | -------- | ------- | -------- | ---------- | ------- | -------- |
| 7  | 2022 | 4     | -     | -          | -      | -        | -        | -          | 1         | -        | -       | -        | -          | 2-3     | -        |
| 8  | 2023 | -     | 10    | 5          | 9      | 6        | 13       | 3          | 12        | 11       | 4       | 2        | 7          | 8       | 1        |

## Vincitori del World Athletics Indoor Tour

### Uomini
| Specialità       | 2016            | 2017                      | 2018           | 2019                   | 2020                 | 2021                   | 2022              | 2023            |
| ---------------- | --------------- | ------------------------- | -------------- | ---------------------- | -------------------- | ---------------------- | ----------------- | --------------- |
| 60 m piani       | Mike Rodgers    |                           | Su Bingtian    |                        | Ronnie Baker         |                        | Elijah Hall       |                 |
| 400 m piani      |                 | Pavel Maslák              |                | Nathan Strother        |                      | Pavel Maslák           |                   | Jereem Richards |
| 800 m piani      | Adam Kszczot    |                           | Adam Kszczot   |                        | Collins Kipruto      |                        | Elliot Giles      |                 |
| 1500 m piani     |                 | Bethwell Kiprotich Birgen |                | Samuel Tefera          |                      | Selemon Barega         |                   | Neil Gourley    |
| 3000 m piani     | Augustine Choge |                           | Yomif Kejelcha |                        | Getnet Wale          |                        | Lamecha Girma     |                 |
| 60 m ostacoli    |                 | Orlando Ortega            |                | Jarret Eaton           |                      | Grant Holloway         |                   | Grant Holloway  |
| Salto in lungo   |                 | Godfrey Khotso Mokoena    |                | Juan Miguel Echevarría |                      | Juan Miguel Echevarría |                   | Thobias Montler |
| Salto triplo     | Omar Craddock   |                           | Nelson Évora   |                        | Hugues Fabrice Zango |                        | Lázaro Martínez   |                 |
| Salto in alto    |                 | Donald Thomas             |                | Naoto Tobe             |                      | Gianmarco Tamberi      |                   | Hamish Kerr     |
| Salto con l'asta | Shawnacy Barber |                           | Piotr Lisek    |                        | Armand Duplantis     |                        | Armand Duplantis  |                 |
| Getto del peso   | Tim Nedow       |                           | Tomáš Staněk   |                        | Filip Mihaljević     |                        | Konrad Bukowiecki |                 |

### Donne
| Specialità       | 2016                       | 2017            | 2018               | 2019                | 2020                 | 2021            | 2022              | 2023             |
| ---------------- | -------------------------- | --------------- | ------------------ | ------------------- | -------------------- | --------------- | ----------------- | ---------------- |
| 60 m piani       |                            | Gayon Evans     |                    | Ewa Swoboda         |                      | Javianne Oliver |                   | Aleia Hobbs      |
| 400 m piani      | Lisanne de Witte           |                 | Léa Sprunger       |                     | Justyna Święty       |                 | Justyna Święty    |                  |
| 800 m piani      |                            | Joanna Jóźwik   |                    | Habitam Alemu       |                      | Habitam Alemu   |                   | Keely Hodgkinson |
| 1500 m piani     | Axumawit Embaye            |                 | Beatrice Chepkoech |                     | Gudaf Tsegay         |                 | Gudaf Tsegay      |                  |
| 3000 m piani     |                            | Hellen Obiri    |                    | Alemaz Samuel       |                      | Lemlem Hailu    |                   | Lemlem Hailu     |
| 60 m ostacoli    | Nia Ali                    |                 | Christina Clemons  |                     | Christina Clemons    |                 | Devynne Charlton  |                  |
| Salto in lungo   | Lorraine Ugen              |                 | Sosthene Moguenara |                     | Maryna Bech-Romančuk |                 | Lorraine Ugen     |                  |
| Salto triplo     |                            | Patrícia Mamona |                    | Yulimar Rojas       |                      | Liadagmis Povea |                   | Liadagmis Povea  |
| Salto in alto    | Marie-Laurence Jungfleisch |                 | Marija Lasickene   |                     | Jaroslava Mahučich   |                 | Eleanor Patterson |                  |
| Salto con l'asta |                            | Nicole Büchler  |                    | Anželika Sidorova   |                      | Iryna Žuk       |                   | Alysha Newman    |
| Getto del peso   |                            | Anita Márton    |                    | Christina Schwanitz |                      | Auriol Dongmo   |                   | Sarah Mitton     |

## Record del World Athletics Indoor Tour

### Maschili
Statistiche aggiornate al 25 febbraio 2023.
| Specialità       | Prestazione | Atleta                 | Nazione      | Data             | Luogo                           |
| ---------------- | ----------- | ---------------------- | ------------ | ---------------- | ------------------------------- |
| 60 m piani       | 6"43        | Su Bingtian            | Cina         | 6 febbraio 2018  | Düsseldorf, Germania            |
| 400 m piani      | 45"34       | Michael Norman         | Stati Uniti  | 13 febbraio 2021 | New York, Stati Uniti d'America |
| 800 m piani      | 1'43"63     | Elliot Giles           | Regno Unito  | 12 febbraio 2021 | Toruń, Polonia                  |
| 1500 m piani     | 3'31"04     | Samuel Tefera          | Etiopia      | 16 febbraio 2019 | Birmingham, Regno Unito         |
| 3000 m piani     | 7'24"98     | Getnet Wale            | Etiopia      | 9 gennaio 2021   | Liévin, Francia                 |
| 60 m ostacoli    | 7"29        | Grant Holloway         | Stati Uniti  | 24 febbraio 2021 | Madrid, Spagna                  |
| Salto in alto    | 2,35 m      | Naoto Tobe             | Giappone     | 2 febbraio 2019  | Karlsruhe, Germania             |
| Salto in lungo   | 8,41 m      | Juan Miguel Echevarría | Cuba         | 21 febbraio 2020 | Madrid, Spagna                  |
| Salto in lungo   | 8,41 m      | Miltiadīs Tentoglou    | Grecia       | 15 febbraio 2023 | Liévin, Francia                 |
| Salto triplo     | 17,82 m     | Hugues Fabrice Zango   | Burkina Faso | 9 febbraio 2021  | Liévin, Francia                 |
| Salto con l'asta | 6,22 m      | Armand Duplantis       | Svezia       | 25 febbraio 2023 | Clermont-Ferrand, Francia       |
| Getto del peso   | 22,17 m     | Tomáš Staněk           | Rep. Ceca    | 8 febbraio 2018  | Düsseldorf, Germania            |

### Femminili
Statistiche aggiornate al 25 febbraio 2023.
| Specialità       | Prestazione | Atleta                | Nazione                     | Data             | Luogo                   |
| ---------------- | ----------- | --------------------- | --------------------------- | ---------------- | ----------------------- |
| 60 m piani       | 6"98        | Elaine Thompson-Herah | Giamaica                    | 18 febbraio 2017 | Birmingham, Regno Unito |
| 400 m piani      | 49"96       | Femke Bol             | Paesi Bassi                 | 11 febbraio 2023 | Metz, Francia           |
| 800 m piani      | 1'57"18     | Keely Hodgkinson      | Gran Bretagna               | 25 febbraio 2023 | Birmingham, Regno Unito |
| 1500 m piani     | 3'53"09     | Gudaf Tsegay          | Etiopia                     | 9 febbraio 2021  | Liévin, Francia         |
| 3000 m piani     | 8'16"69     | Gudaf Tsegay          | Etiopia                     | 25 febbraio 2023 | Birmingham, Regno Unito |
| 60 m ostacoli    | 7"76        | Kendra Harrison       | Stati Uniti                 | 4 febbraio 2017  | Karlsruhe, Germania     |
| Salto in alto    | 2,02 m      | Jaroslava Mahučich    | Ucraina                     | 31 gennaio 2020  | Karlsruhe, Germania     |
| Salto in lungo   | 6,96 m      | Maryna Bech-Romančuk  | Ucraina                     | 8 febbraio 2020  | Toruń, Polonia          |
| Salto triplo     | 15,43 m     | Yulimar Rojas         | Venezuela                   | 21 febbraio 2020 | Madrid, Spagna          |
| Salto con l'asta | 4,91 m      | Anželika Sidorova     | Atleti Neutrali Autorizzati | 8 febbraio 2019  | Madrid, Spagna          |
| Getto del peso   | 19,65 m     | Sarah Mitton          | Canada                      | 22 febbraio 2023 | Madrid, Spagna          |